# Seznam portugalskih nogometašev
Seznam portugalskih nogometašev.

## A
- Hugo Almeida
- Bruno Alves
- João Alves
- Rúben Amorim
- Jorge Andrade

## B
- Vítor Baía
- Pedro Barbosa
- Paulo Bento
- Beto (1976)
- Beto (1982)
- José Bosingwa

## C
- Marco Caneira
- Capucho
- Eduardo Carvalho
- Ricardo Carvalho
- Custódio Castro
- Nuno André Coelho
- Fábio Coentrão
- Mário Coluna
- Sérgio Conceição
- Jorge Costa
- Ricardo Costa
- Rui Costa
- Fernando Couto

## D
- Vítor Damas
- Danny
- Deco
- Yannick Djaló
- Duda

## E
- Éder
- Pedro Emanuel
- Pedro Espinha
- Eusébio

## F
- Manuel Fernandes
- Abel Ferreira
- Paulo Ferreira
- Luís Figo
- Nuno Frechaut
- Paulo Futre

## G
- André Gomes
- Nuno Gomes
- Paulo Jorge Soares Gomes

## J
- Diogo Jota

## L
- José Leal
- Liédson
- Miguel Lopes

## M
- Paulo Machado
- Paulo Madeira
- Maniche
- Carlos Jorge Neto Martins
- Fernando Meira
- Raul Meireles
- Tiago Mendes
- Rúben Micael
- Mário Moinhos
- Miguel Monteiro
- Nuno Morais
- João Moutinho

## N
- Nani
- Nené
- Luís Carlos Novo Neto

## O
- Nélson Oliveira

## P
- Rui Patrício
- Pauleta
- César Peixoto
- Pepe
- João Pereira
- Ricardo Pereira
- Sílvio Manuel Pereira
- Petit
- Fernando Peyroteo
- Hélio Pinto
- João Vieira Pinto
- Ricardo Sá Pinto
- Pizzi
- Hélder Postiga

## Q
- Ricardo Quaresma
- Quim

## R
- Ricardo Rocha
- Rolando
- Cristiano Ronaldo

## S
- Simão Sabrosa
- André Santos
- Eliseu Pereira dos Santos
- Paulinho Santos
- Carlos Secretário
- Henrique Sereno
- Paulo Sousa

## T
- Dimas Teixeira
- Tonel

## V
- Nuno Valente
- Silvestre Varela
- António Veloso
- Miguel Veloso
- Hugo Viana
- Vieirinha

## X
- Abel Xavier